# Eremophila petrophila
Eremophila petrophila är en flenörtsväxtart som beskrevs av Chinnock. Eremophila petrophila ingår i släktet Eremophila och familjen flenörtsväxter. Inga underarter finns listade i Catalogue of Life.